# Szanhur
Szanhur (arab. شنهور) – miejscowość w Egipcie, w muhafazie Kina. W 2006 roku liczyła 9314 mieszkańców.